# Motorsport aktuell
Die Motorsport aktuell (Eigenschreibweise: MOTORSPORT aktuell) ist eine Wochenzeitung des Motorsports der Motor Presse Stuttgart, die für den gesamten deutschsprachigen Raum pro Jahr 50-mal bis auf einige wenige Ausnahmen (wenn beispielsweise der Montag ein Feiertag ist) jeden Mittwoch im Einzelhandel erscheint bzw. für ihre Abonnenten im Briefkasten zu finden ist. Die Abkürzung von Motorsport aktuell ist MSa. Seit dem 4. März 2008 ist auch eine kostenlose Online-Ausgabe verfügbar, die über einen weit größeren News-Bereich verfügt, Rennberichte zum Teil aber nur als sogenannte Teaser für die Druckausgabe anbietet.

## Historie und Zielgruppe
Im Jahr 1963 von Rico Steinemann, Arthur Blank und René Schöni als Monatsmagazin powerslide eingeführt, änderte die Publikation nach zwölf Jahren des Bestehens am 11. Juni 1975 ihren Namen in powerslide – Motorsport aktuell. Unter den Gründervätern Dieter Stappert und Hans Hug wurde sie zum zunächst mittwochs und später (bis zur Ausgabe 1–3/2017) dienstags erscheinenden Wochenblatt, deckte von nun an auch den Motorradsport ab, und fusionierte später mit weiteren Zeitschriften, wie zum Beispiel dem – trotz seines somit etwas verwirrenden Namens – nur alle 14 Tage erscheinenden deutschen Magazin Rennsportwoche. Chefredakteur war für 29 Jahre und bis zum Mai 2008 der Österreicher Günther Wiesinger aus Wels. Nicht nur Medienfachleute sind immer wieder erstaunt, dass sich dieses wöchentliche Printmedium, das nicht einmal ein sogenanntes Hochglanzprodukt darstellt, in der heutigen, schnelllebigen Welt des Internets noch immer behaupten kann und eine Art Kultstatus bei den Rennsportfans zwischen der Formel 1 und dem Motocross über all die Jahre hinweg verteidigen konnte. Was aber nichts daran ändert, dass auch hier die Auflagenzahlen, die zu Blütezeiten bei über 100.000 Heften lag, über Jahre rückläufig waren. 2015 zog die Redaktion nach Stuttgart um, auch die Markenrechte gingen 2015 an die Motor Presse Stuttgart über. Die Motor Presse (Schweiz) AG, der die MSa bis dahin angehört hatte, ist mittlerweile liquidiert.

## Redaktion
Zu einem Relaunch im Januar 2017 übernahm Marcus Schurig, der auch Chefredakteur von sport auto ist, den Posten des Chefredakteurs. Weitere feste Redaktionsmitglieder sind Tobias Grüner (Redaktionelle Koordination), Michael Bräutigam, Joel Lischka, Philipp Körner und Michael Schmidt. Dazu kommen rund ein Dutzend freie Mitarbeiter.

## Verlag und Auflage
In Deutschland wird die MSa durch die Motor Presse Stuttgart GmbH & Co. KG vertreten. Die Motorsport aktuell hatte im 2. Quartal 2015 eine Gesamt-Druckauflage von 60.693 Stück, davon gingen 26.056 Hefte an Abonnenten, während 11.059 Exemplare über den Einzelhandel ihre Käufer fanden.